# Angeli in demoni (film)
Angelli in demoni so ameriška filmska upodobitev akcijskega romana Angeli in demoni Dana Browna.